# Schweizer Radio und Fernsehen

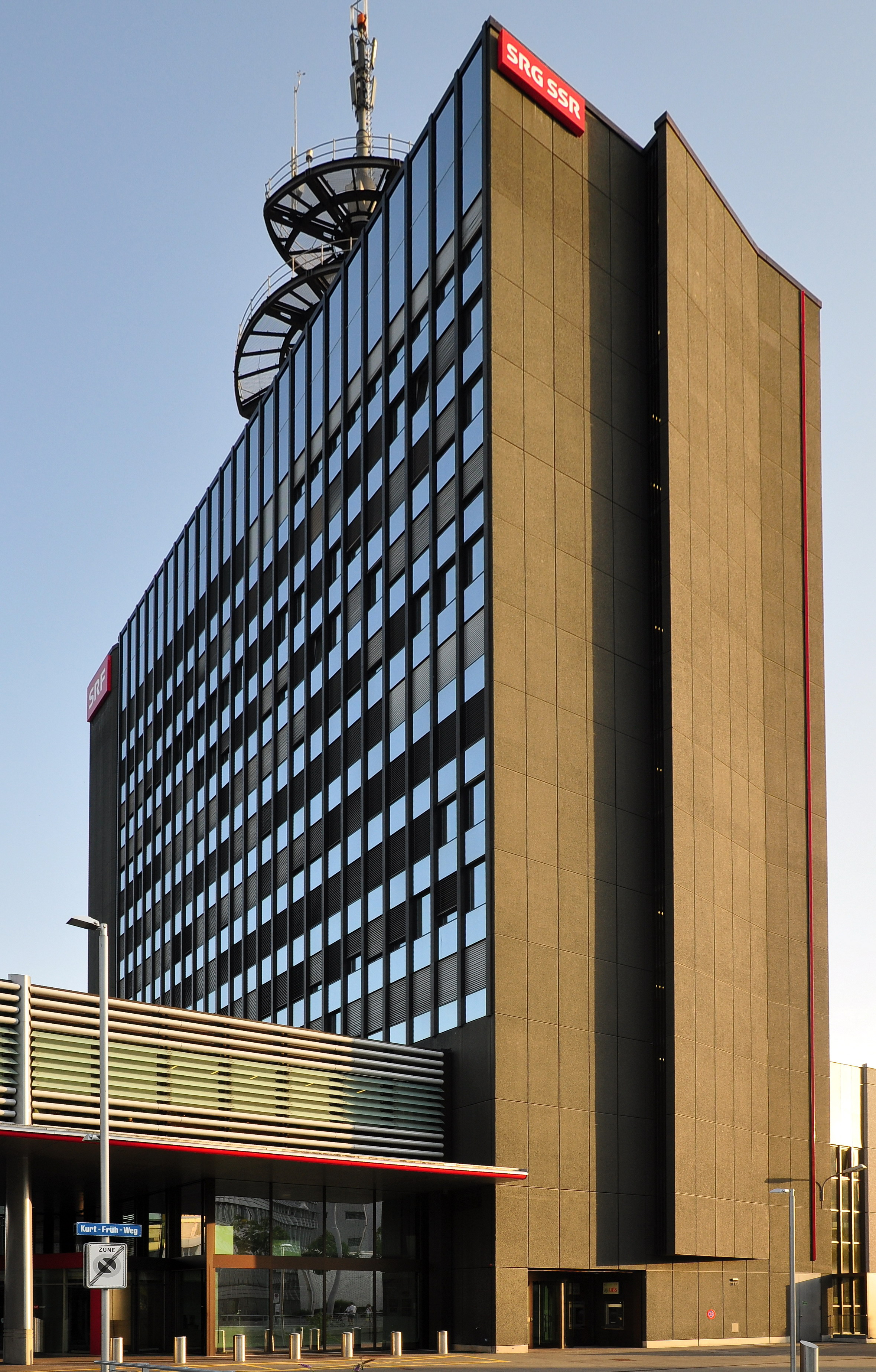
Siedziba SRF w Zurychu

Schweizer Radio und Fernsehen (SRF, Szwajcarskie Radio i Telewizja) – oddział SRG SSR, szwajcarskiego publicznego nadawcy radiowo-telewizyjnego, odpowiedzialny za nadawanie kanałów w języku niemieckim. W dzisiejszej postaci rozpoczął działalność 1 stycznia 2011 roku, po połączeniu w jedną strukturę funkcjonujących wcześniej osobno oddziałów radiowego i telewizyjnego. Główną siedzibą SRF jest Zurych, oprócz tego firma dysponuje również ośrodkami produkcyjnymi w Bazylei i Bernie.
Oprócz swojej zasadniczej działalności, SRF zarządza także projektem Swiss Satellite Radio, w którego skład wchodzą trzy muzyczne kanały radiowe dostępne drogą satelitarną, kablową lub internetową. 

## Kanały

### Telewizja
- SRF 1 – kanał ogólnotematyczny, z naciskiem na informacje, publicystykę i kulturę
- SRF zwei – kanał rozrywkowy: sport, filmy, seriale
- SRF info – kanał informacyjny

### Radio
- Radio SRF 1 – kanał informacyjno-rozrywkowy, z sześcioma mutacjami regionalnymi
- Radio SRF 2 Kultur – kanał kulturalno-publicystyczny
- Radio SRF 3 – kanał muzyczno-informacyjny
- Radio SRF 4 News – całodobowe radio informacyjne, nadające wyłącznie audycje mówione
- Radio SRF Musikwelle – kanał muzyczny dla starszych odbiorców
- Radio SRF Virus – młodzieżowy

#### Swiss Satellite Radio
- Radio Swiss Jazz
- Radio Swiss Pop
- Radio Swiss Classic